# Хапоель (Лод)
Хапоель Лод (івр. הפועל לוד) — ізраїльський футбольний клуб з міста Лод. Клуб провів кілька сезонів у вищому дивізіоні Ізраїлю в 1960-х і 1980-х роках і виграв Кубок Ізраїлю в 1984 році. Після кількох понижень у 2002 році клуб був розформований, але в 2017 році клуб було відновлено.

## Історія
Клуб був заснований у 1949 році. У 1963 році команда вперше піднялася до Ліги Леуміт (тоді вищий дивізіон). Однак у своєму першому сезоні в найвищій лізі команда фінішувала на останньому місці, і понизилася назад до Ліги Алеф. «Хапоель» повернувся до Ліги Леуміт у 1983 році, та посіла сьоме місце у вищому дивізіоні, та вперше дійшла до фіналу Кубка Ізраїлю. У фіналі команда з Лода перемогла «Хапоель» (Беер-Шева) по пенальті 3–2 після нічиєї 0–0.
Наприкінці сезону 1984–1985 клуб вибув до другого за рівнем дивізіону, в якому він зайняв друге місце з кінця. Наступного сезону команда посіла третє місце в Лізі Арціт (тоді другий дивізіон), і відразу повернулася до Ліги Леуміт. У сезоні 1986–1987 «Хапоель» посів четверте місце, найвище місце за свою історію в чемпіонаті. Однак наступного сезону команда посіла тринадцяте місце в турнірній таблиці, і знову вилетіла до другого дивізіону. У 1989–1990 роках клуб посів останнє місце в Лізі Арціт, і понизився до Ліги Алеф. Клуб повернувся до Ліги Арціт у 1997 році, але в сезоні 1998–1999 років клуб фінішував на чотирнадцятому місці, і мав понизитися до третього дивізіону. Однак після того, як їхній бюджет не був затверджений Ізраїльською футбольною асоціацією, клуб був понижений до нижчого дивізіону, до Ліги Алеф. Наприкінці сезону 2001–2002 клуб опустився до Ліги Бет, та невдовзі був розформований.
Незабаром після цього, у 2003 році був заснований новий клуб «Хапоель Максим Лод» (названий на честь колишнього мера Лода Максима Леві). У 2006 році новий клуб виграв Південний дивізіон B Ліги Бет, а в 2007 році виграв Південний дивізіон Ліги Алеф, та отримав підвищення до Ліги Арціт. Проте влітку 2007 року новий клуб розпався, а замість нього підвищився «Хапоель» (Кфар-Шалем). У 2017 році клуб було знову відновлено, і в 2018 році «Хапоель» вийшов до Ліги Алеф групи В. У сезоні 2022—2023 років «Хапоель» (Лод) виграла групу В, і зуміла кваліфікуватися до групи А Ліги Алеф, зони Південь.

## Титули і досягнення
- Володар Кубка Ізраїлю (1): 1983—1984
- Володар Суперкубка Ізраїлю (1): 1984